# Frosta domsagas valkrets
Frosta domsagas valkrets (under åren 1867–1876 kallad Frosta härads valkrets) var under tvåkammarriksdagstiden i valen 1866–1908 en egen valkrets med ett mandat till Sveriges riksdags andra kammare. Valkretsen, som motsvarade Frosta härad, avskaffades vid införandet av proportionellt valsystem i valet 1911 då den uppgick i Malmöhus läns mellersta valkrets. 

## Riksdagsmän
- Nils Nilsson, lmp (1867–1887)
- Werner von Schwerin, gamla lmp 1888–1894, lmp 1895–1899 (1888–1899)
- Carl Axel Trolle d.y., lmp (1900–1905)
- Nils Jönsson, nfr (1906–1911)

## Valresultat

### 1896
| Andrakammarvalet i Sverige 1896: Frosta domsagas valkrets | Andrakammarvalet i Sverige 1896: Frosta domsagas valkrets | Andrakammarvalet i Sverige 1896: Frosta domsagas valkrets | Andrakammarvalet i Sverige 1896: Frosta domsagas valkrets | Andrakammarvalet i Sverige 1896: Frosta domsagas valkrets |
| Kandidat                                                  | Kandidat                                                  | Röster                                                    | Röster                                                    | Röster                                                    |
| Kandidat                                                  | Kandidat                                                  | Antal                                                     | %                                                         | +− %                                                      |
| --------------------------------------------------------- | --------------------------------------------------------- | --------------------------------------------------------- | --------------------------------------------------------- | --------------------------------------------------------- |
|                                                           | Werner von Schwerin                                       | 742                                                       | 66,4                                                      |                                                           |
|                                                           | Per Isaksson i Espinge (fp)                               | 361                                                       | 32,3                                                      |                                                           |
|                                                           | Övriga kandidater                                         | 14                                                        | 1,3                                                       |                                                           |
| Antal giltiga röster                                      | Antal giltiga röster                                      | 1 117                                                     |                                                           |                                                           |
| Kasserade röster                                          | Kasserade röster                                          | 27                                                        |                                                           |                                                           |
| Totalt                                                    | Totalt                                                    | 1 144                                                     |                                                           |                                                           |

- Valdeltagandet var 51,0%.

### 1899
| Andrakammarvalet i Sverige 1899: Frosta domsagas valkrets | Andrakammarvalet i Sverige 1899: Frosta domsagas valkrets | Andrakammarvalet i Sverige 1899: Frosta domsagas valkrets | Andrakammarvalet i Sverige 1899: Frosta domsagas valkrets | Andrakammarvalet i Sverige 1899: Frosta domsagas valkrets |
| Kandidat                                                  | Kandidat                                                  | Röster                                                    | Röster                                                    | Röster                                                    |
| Kandidat                                                  | Kandidat                                                  | Antal                                                     | %                                                         | +− %                                                      |
| --------------------------------------------------------- | --------------------------------------------------------- | --------------------------------------------------------- | --------------------------------------------------------- | --------------------------------------------------------- |
|                                                           | Carl Axel Trolle d.y.                                     | 378                                                       | 43,2                                                      |                                                           |
|                                                           | J. Ohlsson i Hjulbo                                       | 276                                                       | 31,6                                                      |                                                           |
|                                                           | Övriga kandidater                                         | 220                                                       | 25,2                                                      |                                                           |
| Antal giltiga röster                                      | Antal giltiga röster                                      | 874                                                       |                                                           |                                                           |
| Kasserade röster                                          | Kasserade röster                                          | 14                                                        |                                                           |                                                           |
| Totalt                                                    | Totalt                                                    | 888                                                       |                                                           |                                                           |

Valet ägde rum den 18 augusti 1899. Valdeltagandet var 38,6%.

### 1902
| Andrakammarvalet i Sverige 1902: Frosta domsagas valkrets | Andrakammarvalet i Sverige 1902: Frosta domsagas valkrets | Andrakammarvalet i Sverige 1902: Frosta domsagas valkrets | Andrakammarvalet i Sverige 1902: Frosta domsagas valkrets | Andrakammarvalet i Sverige 1902: Frosta domsagas valkrets |
| Kandidat                                                  | Kandidat                                                  | Röster                                                    | Röster                                                    | Röster                                                    |
| Kandidat                                                  | Kandidat                                                  | Antal                                                     | %                                                         | +− %                                                      |
| --------------------------------------------------------- | --------------------------------------------------------- | --------------------------------------------------------- | --------------------------------------------------------- | --------------------------------------------------------- |
|                                                           | Carl Axel Trolle d.y.                                     | 395                                                       | 55,6                                                      | ▲12,4                                                     |
|                                                           | Nils Jönsson                                              | 251                                                       | 35,3                                                      |                                                           |
|                                                           | Övriga kandidater                                         | 65                                                        | 9,1                                                       |                                                           |
| Antal giltiga röster                                      | Antal giltiga röster                                      | 711                                                       |                                                           |                                                           |
| Kasserade röster                                          | Kasserade röster                                          | 71                                                        |                                                           |                                                           |
| Totalt                                                    | Totalt                                                    | 782                                                       |                                                           |                                                           |

Valet ägde rum den 5 september 1902. Valdeltagandet var 34,6%.

### 1905
| Andrakammarvalet i Sverige 1905: Frosta domsagas valkrets | Andrakammarvalet i Sverige 1905: Frosta domsagas valkrets | Andrakammarvalet i Sverige 1905: Frosta domsagas valkrets | Andrakammarvalet i Sverige 1905: Frosta domsagas valkrets | Andrakammarvalet i Sverige 1905: Frosta domsagas valkrets |
| Kandidat                                                  | Kandidat                                                  | Röster                                                    | Röster                                                    | Röster                                                    |
| Kandidat                                                  | Kandidat                                                  | Antal                                                     | %                                                         | +− %                                                      |
| --------------------------------------------------------- | --------------------------------------------------------- | --------------------------------------------------------- | --------------------------------------------------------- | --------------------------------------------------------- |
|                                                           | Nils Jönsson                                              | 597                                                       | 53,5                                                      | ▲18,2                                                     |
|                                                           | Carl Axel Trolle d.y.                                     | 515                                                       | 46,1                                                      | ▼9,5                                                      |
|                                                           | Övriga kandidater                                         | 4                                                         | 0,4                                                       |                                                           |
| Antal giltiga röster                                      | Antal giltiga röster                                      | 1 116                                                     |                                                           |                                                           |
| Kasserade röster                                          | Kasserade röster                                          | 3                                                         |                                                           |                                                           |
| Totalt                                                    | Totalt                                                    | 1 119                                                     |                                                           |                                                           |

Valet ägde rum den 29 september 1905. Valdeltagandet var 44,9%.

### 1908
| Andrakammarvalet i Sverige 1908: Frosta domsagas valkrets | Andrakammarvalet i Sverige 1908: Frosta domsagas valkrets | Andrakammarvalet i Sverige 1908: Frosta domsagas valkrets | Andrakammarvalet i Sverige 1908: Frosta domsagas valkrets | Andrakammarvalet i Sverige 1908: Frosta domsagas valkrets |
| Kandidat                                                  | Kandidat                                                  | Röster                                                    | Röster                                                    | Röster                                                    |
| Kandidat                                                  | Kandidat                                                  | Antal                                                     | %                                                         | +− %                                                      |
| --------------------------------------------------------- | --------------------------------------------------------- | --------------------------------------------------------- | --------------------------------------------------------- | --------------------------------------------------------- |
|                                                           | Nils Jönsson                                              | 729                                                       | 51,2                                                      | ▼2,3                                                      |
|                                                           | Carl Axel Trolle (m-v)                                    | 692                                                       | 48,6                                                      | ▲2,5                                                      |
|                                                           | Övriga kandidater                                         | 3                                                         | 0,2                                                       |                                                           |
| Antal giltiga röster                                      | Antal giltiga röster                                      | 1 424                                                     |                                                           |                                                           |
| Kasserade röster                                          | Kasserade röster                                          | 15                                                        |                                                           |                                                           |
| Totalt                                                    | Totalt                                                    | 1 439                                                     |                                                           |                                                           |

Valet ägde rum den 18 september 1908. Valdeltagandet var 54,8%.